# Le Bras armé de la loi (film)
Pour les articles homonymes, voir Le Bras armé de la loi.
Série Le Bras armé de la loi
Le Bras armé de la loi 2
(1987)
Pour plus de détails, voir Fiche technique et Distribution.
Le Bras armé de la loi (省港旗兵, Shěng gǎng qí bīng) est un film hongkongais réalisé par Johnny Mak (zh), sorti en 1984.

## Synopsis
après le cambriolage d'une bijouterie, les 4 suspects sont recrutés dans un gang pour supprimer un flic.

## Fiche technique
Sauf indication contraire, les informations mentionnées dans cette section peuvent être confirmées par la base de données cinématographiques IMDb,  présente dans la section « Liens externes ».
- Titre original : 省港旗兵, Shěng gǎng qí bīng
- Titre français : Le Bras armé de la loi[1],[2]
- Réalisation : Johnny Mak (zh)
- Scénario : Philip Chan
- Photographie : Johnny Koo
- Montage : Peter Cheung
- Musique : Mahmood Rumajahn
- Pays d'origine : Hong Kong
- Format : Couleurs - 1,85:1 - Mono
- Genre : action, drame, policier, thriller
- Durée : 105 minutes
- Date de sortie : 1984

## Distribution
- Jing Chen : Rooster
- Lung Chiang : Ah Chung
- Ling Chow : Doctor Ngam's Wife
- Pak Fei : policier
- Jian Huang : Chubby / Sik Koo
- Chui Kin-Wa : Resident
- Ben Lam : policier
- Seung-Mo Lam : Bull's Eye
- Wai Lam : Ho Yiu-Tung
- Sun-Lun Lau : Fat Nine
- Git-Ying Lee : Blockhead